# Bernardo Calvó Puig
Bernardo Calvó Puig (Vic, 22 de febrero de 1819-Barcelona, 28 de marzo de 1880) fue un maestro de capilla español.

## Biografía
Natural de la localidad barcelonesa de Vic, donde nació en 1819, con apenas seis años empezó a aprender música de la mano del maestro de capilla de la catedral de aquella población, Francisco Bonamich. El 24 de mayo de 1826 alcanzó, previo examen público que tomó en la catedral, una plaza de infantillo de coro y principió los estudios de órgano con el organista de la catedral, José Gallés, al mismo tiempo que Bonamich le impartía las primeras lecciones de composición. Anciano ya Gallés y con poca salud, le encomendó desempeñar su cometido en 1833 y dos años después, acaecida ya la muerte de su mentor, fue nombrado organista interino. Habiendo perdido ya la voz tiple, Bonamich le confirió el cargo de submaestro y dejó a su cargo la dirección y educación de la escolanía, destino que Calvó desempeñó junto con el de organista hasta primeros de 1838, cuando renunció a ambos para trasladarse a Barcelona con el fin de continuar y ampliar sus estudios.
Durante ese periodo, compuso varias piezas, que llegaron a ejecutarse, entre las que se contaron rosarios con orquesta, motetes, misas y salmodias para órgano. Los maestros que dirigieron sus estudios luego de su traslado a la ciudad condal fueron José Rosés, maestro de capilla del Pino, y Juan Quintana, organista de la misma parroquia. Cuando Quintana dejó su plaza de organista, Calvó fue nombrado para sustituirle, destinó que ocupó hasta principios de 1844, cuando renunció para pasar a ocupar la plaza de contralto de la capilla de Santa María del Mar, y en 1851 pasó a igual destino en la de la catedral de Barcelona.
Habiendo fallecido Francisco Andreví, fue propuesto Calvó, sin haberlo solicitado pero por unanimidad, para remplazarle en el cargo de maestro de capilla y director de la escolanía de Nuestra Señora de la Merced que dejaba vacante. En los años que precedieron a su nombramiento para esa plaza, compuso varias obras de música religiosa, encargadas algunas de ellas por los maestros Ramón Aleix, de la de Santa María del Mar; Mateo Ferrer, de la catedral, y José Rosés, maestro suyo, así como varias que le confiaron Victoriano Daroca y otros profesores de la corte. Entre ellas se cuentan las siguientes: en 1843, un miserere a toda orquesta; en 1845, una misa; en 1847, una gran letanía y salve para Daroca; en 1848, La última noche de Babilonia, oratorio en dos partes a gran orquesta; en 1849, credo, a gran orquesta; en 1852, misa de réquiem, a gran orquesta, compuesta para las exequias tributadas al general Francisco Javier Castaños, duque de Bailén, y, al año siguiente, otra misa de réquiem para grandes coros que alternaban con el canto llano, acompañados de violas, corno-inglés, fagots, cuatro trompas, violonchelos y contrabajo, siendo, según apunta Baltasar Saldoni, la primera escrita en este género.
Fue nombrado en 1848 socio artista de la Sociedad Filarmónica de Barcelona y poco después maestro-director, pero la abandonó para tomar la de otra sociedad lírico-dramática llamada El Fénix. Con el paso del tiempo, y todavía dedicado a dirigir la capilla de música y escolanía de Nuestra Señora de la Merces, fue orientando sus composiciones hacia una temática más religiosa. En 1866, catorce años antes de su fallecimiento, Saldoni cifraba en «quinientas treinta y cinco» las composiciones que habían salido de su mano, además de «cuarenta y una» misas de todas clases y «treinta y un» himnos. Escribió también una ópera en cuatro actos titulada Carlos il Temerario; otra cómica en dos, L'Astronomo, y una zarzuela en tres actos llamada Un novio en dos personas.
Entre otros cargos, ocupó el de censor en varias oposiciones, además de ser parte del jurado de un certamen auspiciado por el Teatro del Liceo de Barcelona. Nombrado corresponsal de la Real Academia de Bellas Artes de San Fernando en marzo de 1879, falleció en Barcelona justo un año después.